# Кюстин (Мёрт и Мозель)
Кюсти́н (фр. Custines) — коммуна во французском департаменте Мёрт и Мозель, региона Лотарингия. Относится к  кантону Мальзевиль.

## География
Кюстин расположен в 12 км от Нанси при слиянии рек Мёрт и Мозель. Соседние коммуны: Марбаш на северо-западе, Мальлуа на севере, Помпе и Фруар на юге.

## Демография
Население коммуны на 2010 год составляло 2950 человек.
| 1962 | 1968 | 1975 | 1982 | 1990 | 1999 | 2010 |
| ---- | ---- | ---- | ---- | ---- | ---- | ---- |
| 2639 | 3046 | 2900 | 2841 | 2813 | 2998 | 2950 |